# Archivio di Stato di Cagliari
L'Archivio di Stato di Cagliari è il deposito delle carte e degli archivi documentali di proprietà pubblica nella città di Cagliari.

## Storia
Fu fondato nel 1332 da Alfonso IV di Aragona.

## La scuola di archivistica, paleografia e diplomatica
Dal 1877, sia pure con varie interruzioni che si sono avute fino al 1956, ospita la Scuola di archivistica, paleografia e diplomatica, regolata dalla legge archivistica del 1963.